# PITPNM1
PITPNM1‏ (Phosphatidylinositol transfer protein membrane associated 1) هوَ بروتين يُشَفر بواسطة جين PITPNM1 في الإنسان.

## الوظيفة
ينتمي PITPNM1 إلى عائلة من البروتينات التي تشترك في التشابه مع بروتين التنكس الشبكي B (rdgB) في ذبابة الفاكهة.

## التفاعل
لقد ثبت أن PITPNM1 يتفاعل مع PTK2B.